# San Rafael de Onoto (Venezuela)
Pour les articles homonymes, voir San Rafael de Onoto, San Rafael et Onoto.
San Rafael de Onoto est le chef-lieu de la municipalité de San Rafael de Onoto dans l'État de Portuguesa au Venezuela. Autour de la ville s'articule la division territoriale et statistique de Capitale San Rafael de Onoto.